# Ревкоми
Ревкоми (революційні комітети) — місцеві та ширші територіальні центри революційної боротьби за повалення існуючої влади; утворені російською компартією спочатку з метою здійснення більшовицького перевороту в Росії, згодом і в Україні. Влітку 1918 виникли українські боротьбістські військовов-революційні комітети для боротьби з гетьманатом, а потім з Директорією. У вересні Всеукраїнський військово-революційний комітет ЦК КП(б)У, створений на території Росії, розпочав формування червоних українських військових частин. У листопаді 1918 передав владу Тимчасовому робітничо-селянському урядові України.
Після усунення більшовиків вдруге з України для підготовки нового наступу радянських військ і революціонізування селянських мас проти Денікіна 11 грудня 1919 постав Всеукраїнський революційний Комітет, що складався з українських більшовиків та боротьбістів.